# Karl Wilhelm von Tinti

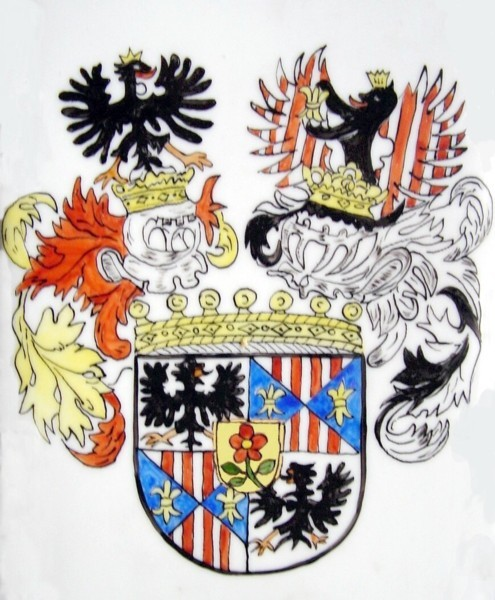
Wappen der Familie Tinti

Karl Wilhelm von Tinti, Lithographie von Adolf Dauthage, 1861

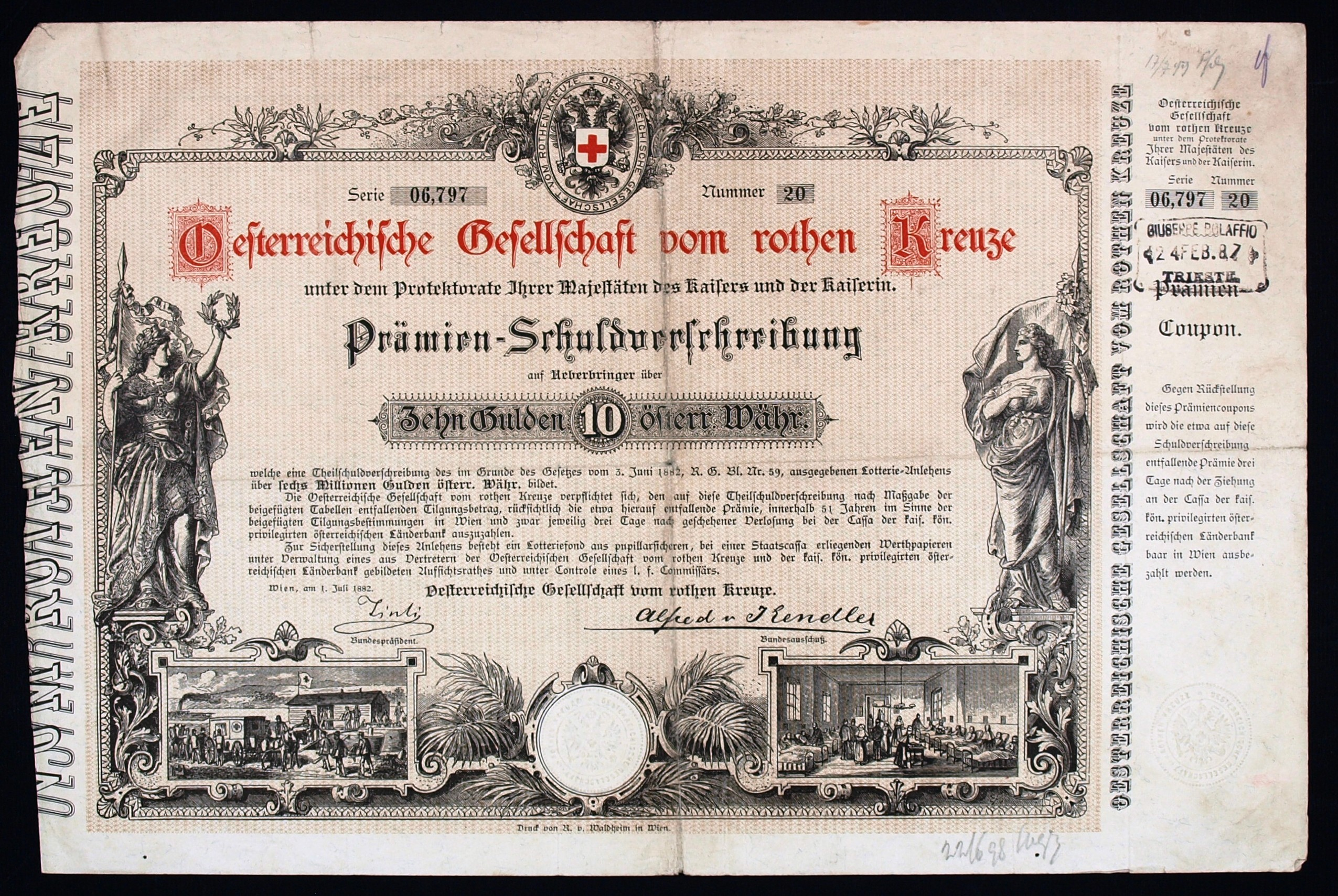
Prämien-Schuldverschreibung der Oesterreichischen Gesellschaft vom rothen Kreuze vom 1. Juli 1882 mit Unterschrift von Bundespräsident Tinti.

Karl Wilhelm Reichsfreiherr von Tinti (* 19. Mai 1829 in Wien; † 22. August 1884 in Wildbad Kreuth) war Herr und Landmann in Tirol sowie Präsident der Österreichischen Gesellschaft vom Rothen Kreuz (1880–1884), 

## Herkunft
Seine Eltern waren  Karl Valentin Reichsfreiherr von Tinti (* 27. August 1801; † 7. September 1852) und dessen Ehefrau Anna von Keeß (* 28. September 1806; † 23. September 1877).

## Familie
Tinti heiratete in Wien am 26. Juli 1855 die Freiin Mathilde von Lederer-Trattnern (1838–1900). Das Paar hatte mehrere Kinder.

## Leben
Karl Wilhelm von Tinti war Fideikommissherr auf der Herrschaft Schallaburg, Sichtenberg und Plankenstein. Er war Mitglied des Herrenhauses des Österreichischen Reichsrats auf Lebenszeit.
Karl Wilhelm von Tinti war Mitbegründer und 1. Präsident der Österreichischen Gesellschaft vom Rothen Kreuz.